# Agrotis serena
Agrotis serena är en fjärilsart som beskrevs av Alphéraky 1889. Agrotis serena ingår i släktet Agrotis och familjen nattflyn. Inga underarter finns listade i Catalogue of Life.